# Xavier Júnior
José Xavier de Almeida Júnior (Cidade de Goiás, 20 de outubro de 1902 – Goiânia, 8 de abril de 1979) ou Xavier Júnior foi um poeta e médico brasileiro.
Filho do político José Xavier de Almeida e de Amélia Augusta de Moraes e Almeida, fez o ensino médio em Uberaba e depois se formou médico pela Faculdade de Medicina da UFRJ, no Rio de Janeiro, de 1921 a 1926. Atuou como médico por mais de 30 anos nas cidades de Morrinhos, Caldas Novas, Anápolis e Goiânia, todas situadas no estado de Goiás.
Seu principal livro de poesias foi A Canção do Planalto, publicado pela editora Emiel, do Rio de Janeiro, em 1942. Também publicou, em 1971, pela editora Oriente, de Goiânia, a obra Leituras e Lembranças. Segundo o crítico Gilberto Mendonça Teles, a poesia de Xavier Júnior encontra traços parnasianos, simbolistas e modernistas, dando-lhe uma uma natureza dinâmica.
Em 1973, Xavier Júnior foi outorgado o título de Príncipe dos Poetas Goianos pela Academia Feminina de Letras e Artes de Goiás (Aflag).